# Uranio TV
Uranio TV fue un canal peruano de televisión abierta cuya programación consistía de videoclips de diversos géneros.

## Historia

### Primeros años
El canal fue lanzado el 21 de noviembre de 1994 como Uranio 15 dentro del canal 15 de la banda UHF en Lima. Fue fundado por Julio Vera Abad, y se encontraba operada por la empresa Alliance S.A.C. hasta su cierre. Su programación se componía de videoclips de varios géneros, los cuales se emitían tanto en inglés como en español. La emisora daba preferencia a grupos y artistas de moda. Sus emisiones diarias finalizaban a las 8:00 p.m.; a partir de esa hora, comenzaba a emitir programas como Videomatch, Black power, El show de Yuly, Uranio en la noticia, y los programas para adultos Cueros y Cuerpos calientes en los cuales se veían a mujeres desnudas.
Entre 1998 y 2002, Uranio 15 ganó fama por incluir artistas emergentes de la cumbia peruana en su oferta musical. Uranio 15 recurrió al formato de vídeos caseros producidos para artistas a cambio de promocionarlos comercialmente. El 6 de diciembre de 1999, Uranio 15 cambió su programación y presentó un nuevo eslogan:Mira cómo suena. Además, añadió espacios de televenta de Quality Products y repeticiones de ciertos programas entre las 6:00 a.m. y las 11:00 a.m. La emisora contó con VJs, entre ellos Oscar Gayoso, Raúl Francia y Chris Milligan; mientras que los domingos se incluyó a un espacio de entrevistas.

### SigloXXI
En 2001, el canal es relanzado como Uranio TV e incluye más géneros a su programación, como merengue, salsa, bachata, tecno, eurodance, pachanga, música infantil, entre otros.
Entre 2003 y 2005, Uranio 15 comenzó a despedir a sus VJs y reenfocó su programación nuevamente en géneros de moda, que en esa época era el axé, reggaetón, pop latino, pop y rock alternativo. Para 2006, el canal empezó a promocionar las votaciones de videoclips por SMS. En 2007, a mediados de año, con la masificación de cumbia peruana, Uranio TV comienza a reemitir antiguos videoclips de cumbia y tecnocumbia en concierto.
Uranio TV cesó oficialmente sus emisiones el 15 de agosto de 2008, sin previo aviso. Pocos meses después, ese mismo año, la estación comenzó a emitir en señal de prueba sin nombre comercial, transmitiendo videos antiguos de forma automática y sin interlocutor. Tras la compra del Grupo ATV por Albavisión, el canal es relanzado como La Tele el 7 de enero de 2009, en señal de prueba, con programación reenfocada en telenovelas centradas al público femenino.
Reapareció en noviembre de 2012, a través del canal 39 UHF, de forma temporal, durante la disputa entre el Grupo ATV y RBC Televisión por el canal 11 de la banda VHF de Lima. Según funcionarios de ATV, el Grupo planeaba hacerse con la frecuencia 11 y usarla para relanzar a Uranio TV, ya que previamente había alquilado la señal mediante Crasa (actualmente ATV Sur). Sin embargo, una vez que el Tribunal Supremo falla a favor de RBC, Uranio TV desaparece definitivamente y su señal en el canal 39 UHF es aprovechada para lanzar el canal ATV+ dentro de la televisión digital terrestre de Lima, en el subcanal virtual 8.1.

## Eslóganes del canal
- Noviembre 1994-Enero 1996: Tu canal radioactivo
- Febrero-Octubre 1996: Cada día más televisión
- Julio 1997-Junio 1998: De lejos, la mejor
- Julio 1998-Noviembre 1999: La imagen que suena bien
- Diciembre 1999-Agosto 2008: Mira cómo suena

## Programación
- Café con Leche
- El ranking
- Los especiales
- Retro Mix
- Zona Pop
- La Rapihora interctiva
- Sector 15
- En Línea Musical
- Retro Domingos
- Las + Pedidas
- A toda música
- El Estelar
- Cocktail Latino
- Loquekieras.com
- Lo + Top
- Los titanes de la cumbia
- El ranking de Uranio 15
- Recordando con Uranio 15
- 100.1
- Atajo
- Educación y democracia
- En persona (1997, con César Hildebrandt, transmitido en simultáneo con ATV)
- Alto nivel
- Maestra vida (2004, con Luis Delgado Aparicio)

### Secuencias entre los programas
- Mundo de la música
- El boom americano
- Video estreno
- El #1 del ranking